# Phare de Sauðanes (Norðurland vestra)
Pour les articles homonymes, voir Phare de Saudanes.
Le phare de Skagatá (en islandais : Sauðanesviti nyrðri) est un phare situé sur un cap à 5 km au nord de Siglufjörður, dans la région de Norðurland vestra.